# Future of Humanity Institute

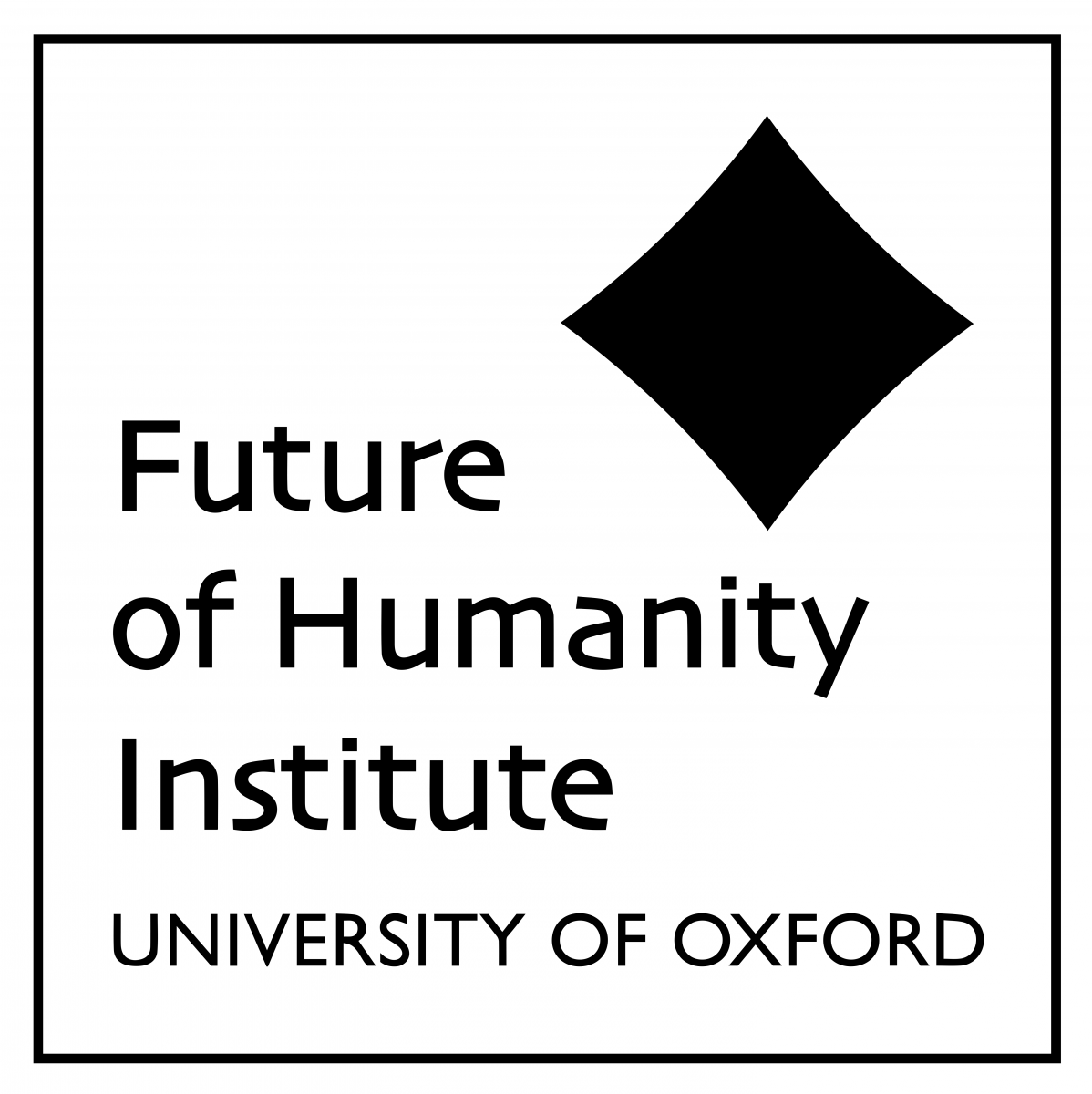
Logo des Future of Humanity Institute

Das Future of Humanity Institute (FHI) war ein interdisziplinäres Forschungszentrum an der University of Oxford, das sich mit den großen Fragen der Menschheit und ihren zukünftigen Perspektiven und Risiken beschäftigen sollte. Es wurde 2005 als Teil der Philosophischen Fakultät der Universität und der Oxford Martin School gegründet. Sein Direktor war der schwedische Philosoph Nick Bostrom, und zu seinen wissenschaftlichen Mitarbeitern und Partnern gehören der Futurist Anders Sandberg, der Ingenieur K. Eric Drexler, der Wirtschaftswissenschaftler Robin Hanson und der australische Philosoph Toby Ord.
Das Institut teilte sich ein Büro und arbeitete eng mit dem Centre for Effective Altruism zusammen. Erklärtes Ziel des Instituts war es, die Forschung dort zu konzentrieren, wo sie langfristig den größten positiven Nutzen für die Menschheit bewirken kann und Lösungsansätze für existenzielle Risiken und Probleme zu finden. Zu den Tätigkeiten des Instituts gehörten Forschung, Öffentlichkeitsarbeit und Beratung.
Das Institut wurde am 16. April 2024 nach einem andauernden Zerwürfnis mit Universitätsleitung und Fakultät geschlossen. Mit dem Centre for the Governance of AI bestehen ein direktes Spin-Off sowie weitere Neugründungen ähnlichen Forschungsprofils fort.

## Überblick
Nick Bostrom gründete das Institut im November 2005 als Teil der Oxford Martin School, damals James Martin 21st Century School. Das Institut wurde mehr als 5000 mal in verschiedenen Medien erwähnt und beriet unter anderem das Weltwirtschaftsforum, die Weltgesundheitsorganisation und verschiedene Regierungen und Regierungseinrichtungen (Vereinigte Staaten, Singapur, Vereinigtes Königreich).
Ein großes Thema, mit dem sich das FHI beschäftigte, ist das Risiko globaler Katastrophen und sonstige existenzielle Risiken. In einem Aufsatz aus dem Jahr 2002 definierte Bostrom ein „existenzielles Risiko“ als eines, „bei dem ein ungünstiger Ausgang intelligentes Leben, das von der Erde ausgeht, entweder auslöschen oder sein Potenzial dauerhaft und drastisch einschränken würde“. Dies schließt Szenarien ein, in denen die Menschheit zwar nicht direkt geschädigt wird, es ihr aber nicht gelingt, den Weltraum zu kolonisieren und die verfügbaren Ressourcen des beobachtbaren Universums für menschlich wertvolle Projekte zu nutzen.
Die Gefahr synthetischer Pandemien durch biologische Waffen wurden vom FHI beobachtet. Zu den weiteren Risikokategorien, an denen das Institut besonders interessiert war, gehören der anthropogene Klimawandel, die nukleare Kriegsführung zwischen Staaten, möglicher Terrorismus mit Kernwaffen, die molekulare Nanotechnologie und allgemeine künstliche Intelligenz in der Erwartung, dass die größten Risiken von zukünftigen Technologien und insbesondere von fortgeschrittener künstlicher Intelligenz ausgehen werden. FHI-Forscher haben auch die Auswirkungen des technologischen Fortschritts auf soziale und institutionelle Risiken untersucht, wie z. B. Totalitarismus oder durch technologische Automatisierung ausgelöste Arbeitslosigkeit.
Weitere Themen, mit denen sich das Institut beschäftigte, waren das Anthropische Prinzip, das Doomsday-Argument, das Fermi-Paradoxon und die mögliche Veränderung des Menschen durch Gentherapie, Lebensverlängerung, Gehirnimplantate und Mind uploading.

## Weblink
- Website des Future of Humanity Institute (englisch)